# Pseudechinolaena polystachya
Pseudechinolaena polystachya är en gräsart som först beskrevs av Humb., Bonpl. och Carl Sigismund Kunth, och fick sitt nu gällande namn av Otto Stapf. Pseudechinolaena polystachya ingår i släktet Pseudechinolaena och familjen gräs. Inga underarter finns listade i Catalogue of Life.